# 真織由季
真織 由季（まおり ゆき、1967年2月5日 - ）は、日本の女優、歌手。元宝塚歌劇団星組男役スター。身長166cm。
神奈川県出身。出身校は横浜市立南高等学校。本名：熊谷 美奈子（くまがい みなこ）。宝塚歌劇団時代の愛称は「ミナコ」。歌手として活動していたときには「MAORI」という名称も使っていた。

## 来歴
三人姉妹の第一子として出生。劇団四季などミュージカルに傾倒するうち「誕生日が同じ2月5日であった大地真央の存在を知り宝塚入団を志望した」。
1984年、宝塚音楽学校に入学。
1986年、宝塚歌劇団に入団。入団時の成績は4番。『レビュー交響楽』で初舞台。同期には現専科娘役の五峰亜季、元星組トップスターの香寿たつき、元月組トップスターの紫吹淳、歌手の中条まり、メイクアップアーティストの矢吹翔らがいる。初舞台後、中条らとともに月組に配属。1991年から1992年の月組新人公演のほとんどの作品で主演し、本公演でも重要な役を与えられていた。
1993年、星組へ組替。バウホール初主演を果たし1995年には三番手男役スターに昇進していたが、1996年『剣と恋と虹と』で退団。三番手としては異例のさよならショーを行う。当時は拒食症や過呼吸症候群を患っていた事をのちに告白し（現在は回復）それが退団の動機になったといわれている。
退団後は、舞台を中心に活動している。

## 宝塚歌劇団時代の主な舞台

### 月組時代
- 1987年1月、『スウォード・フラッシュ!』（バウ・東京特別・名古屋特別）
- 1988年11月、『恋と霧笛と銀時計』新人公演：一ノ瀬雅和（本役：いつき吟夏）／『レインボー・シャワー』
- 1989年2月、『赤と黒』（バウ・東京特別）ラジュマート伯爵
- 1989年5月、『新源氏物語』新人公演：式部丞、信行（本役：久世星佳）／『ザ・ドリーマー』
- 1989年10月、『宝塚をどり賛歌』／『タカラヅカ・フォーエバー』（ニューヨーク公演）
- 1990年2月、『大いなる遺産』新人公演：ハーバード・ポケット（本役：涼風真世）／『ザ・モダーン』
- 1990年4月、『ロミオとジュリエット』（バウ・東京特別）ティボルト
- 1990年8月、『川霧の橋』新人公演：半次（本役：涼風真世）／『ル・ポアゾン 愛の媚薬』
- 1990年10月、『BLUFF』（バウ）シドー
- 1991年3月、『ベルサイユのばら -オスカル編-』新人公演：オスカル（本役：涼風真世） ＊新人公演初主演
- 1991年5月、『紫陽の花しずく』（バウ）定七
- 1991年9月、『銀の狼』バチスタ、新人公演：シルバ（本役：涼風真世）／『ブレイク・ザ・ボーダー』 ＊新人公演主演
- 1992年1月、『珈琲カルナバル』エステバン、新人公演：アルツール・サントス（本役：天海祐希）／『夢・フラグランス』
- 1992年5月、『BLUFF』（東京特別）ロジャー
- 1992年7月、『PUCK』オベロン、新人公演：パック（本役：涼風真世）／『メモリーズ・オブ・ユー -懐かしき時代・美しき人々-』 ＊新人公演主演
- 1992年9月、『高照す日の皇子』（バウ・東京特別）藤原高名
- 1992年12月、『TAKARAZUKA“夢”』（シアタードラマシティ）
- 1993年4月、『グランドホテル』ジミーA／『BROADWAY BOYS』
- 1993年5月、『ロスト・エンジェル』（バウ）ラウル

### 星組時代
- 1993年8月、『FILM MAKING』（バウ・東京特別）モーリス・ジョーダン ＊バウホール初主演
- 1993年12月、『ライト&シャドウ』（シアタードラマシティ）ハロルド
- 1994年2月、『若き日の唄は忘れじ』山根清二郎／『ジャンプ・オリエント!』
- 1994年4月、『ある日 夢のとばりの中で』（バウ）トーマス・アルバ・エジソン
- 1994年7月、『花扇抄』／『扉のこちら』／『ミリオン・ドリームス』（ロンドン公演）
- 1994年10月、『Shion -愛の祈り-』（バウ）マオラビンスキー
- 1994年12月、『カサノヴァ・夢のかたみ』ダミアン／『ラ・カンタータ』（東京）
- 1995年2月、『若き日の唄は忘れじ』島崎与之助／『ジャンプ・オリエント!』（中日）
- 1995年4月、『国境のない地図』ハインリッヒ
- 1995年9月、『剣と恋と虹と』リニエール／『ジュビレーション!』
- 1996年1月、『黄色いハンカチ』（バウ）ヴィンゴ ＊バウホール主演

## 宝塚歌劇団退団後の主な活動

### 舞台
- 『八木節の女 上州かかあ天下物語』（1999年）
- 『ハウ・トゥー・サクシード』スミティ（2000年）
- 『パウロ』（2001年）
- 『DRACULA』ゼルマ（2008年）

### テレビ
- アンコール・宝塚スターの小部屋 番組ナビゲーター （WOWOW・TAKARAZUKA SKY STAGE）

### 著書
- プラス―歌と踊りと宝塚と (1997年3月、ポプラ社）

### シングルＣＤ
- Moon Light Dance/太陽に逢うために（1998年6月、MAORI名義）